# Шахмалиева, Аян Гасановна
Аян Гасановна Шахмалиева (12 ноября 1932, Баку — 27 апреля 1999, Санкт-Петербург) — советский кинорежиссёр, режиссёр дубляжа.

## Биография
Родилась 12 ноября 1932 г. в Баку. В 1956 г. окончила режиссёрский факультет ВГИКа (мастерская Льва Кулешова).
С 1957 г. работала на киностудии «Ленфильм». Награждена орденом Дружбы (1997).
Похоронена на Комаровском кладбище в Санкт-Петербурге.

## Фильмография

### Художественные фильмы
1. 1957 — Чужая любовь[1]
2. 1958 — Дом напротив
3. 1961 — Мишель и Мишутка
4. 1969 — Мальчишки (новелла «Новенький»)
5. 1973 — Капитан
6. 1974 — Странные взрослые
7. 1976 — Первый рейс
8. 1978 — Дети как дети
9. 1980 — Свет в окне
10. 1982 — Проездом (фильм-спектакль)
11. 1983 — Вера (фильм-спектакль)
12. 1983 — Гори, гори ясно…
13. 1985 — Софья Ковалевская
14. 1986 — Миф
15. 1989 — Это было у моря
16. 1992 — Дымъ

## Награды
- Орден Дружбы (25 августа 1997 года) — за заслуги перед государством, большой вклад в укрепление дружбы и сотрудничества между народами, многолетнюю плодотворную деятельность в области культуры и искусства[2].
- «Чужая любовь» (1957 год, 4 части, дипломная работа, снятая во ВГИКе). Приз за режиссуру на фестивале киношкол мира в рамках Всемирного фестиваля молодежи 1957 года в Москве.
- «Мальчишки»: новелла «Новенький» (1969 год, 4 части, 88 минут, киноальманах, Ленфильм, Второе ТО, черно-белый). Приз на фестивале детских и юношеских фильмов в Хельсинки в 1971 году.
- «Странные взрослые» (1974 год, 78 минут, мелодрама, Ленфильм, ОТФ, цветной). 1) Главный приз на международном фестивале телевизионных фильмов в Праге в 1975 году; 2) Приз Союза кинематографистов Грузии на Всесоюзном фестивале телефильмов.
- «Дети как дети» (1978 год, 74 минуты, мелодрама, Ленфильм, ОТФ, цветной). Приз Интервидения на Международном фестивале телевизионных фильмов в Праге в 1978 году.
- «Свет в окне» (1980 год, 81 минута, мелодрама, Ленфильм, ОТФ, цветной). Приз на Всесоюзном фестивале телефильмов в Ереване в 1980 году.
- «Гори, гори ясно» (1983 год, 2 серии, 143 минуты, мелодрама, Ленфильм, ОТФ, цветной). Приз на Всесоюзном фестивале телефильмов в Алма-Ате в 1983 году.
- «Софья Ковалевская» (1985 год, 3 серии, 218 минут, биографический, Ленфильм, ОТФ, цветной). Главный приз Международного фестиваля многосерийных телефильмов в Пянчано Терма, Италия, в 1985 году.